# Чымкен
Чымкен (до 2024 года — Чимген) — село в Лейлекском районе Баткенской области Кыргызстана. Подчинено муниципалитету города Раззаков. По данным переписи населения Кыргызстана 2009 года численность населения села Чимген составила 3 325 жителей.